# Artyom Mikhaylovich Abramov
Artyom Mikhaylovich Abramov (tiếng Nga: Артем Михайлович Абрамов; sinh ngày 16 tháng 3 năm 1991) là một cầu thủ bóng đá thi đấu cho FC Olimpiyets Nizhny Novgorod.

## Sự nghiệp câu lạc bộ
Anh có màn ra mắt tại Russian Second Division cho FC Zvezda Ryazan vào ngày 5 tháng 8 năm 2011 trong trận đấu với F.K. Spartak Tambov.